# イングランドおよびウェールズ

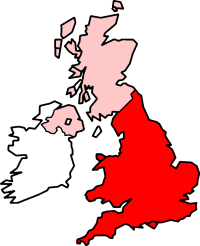
イングランドおよびウェールズ
その他の連合王国

イングランドおよびウェールズ（England and Wales、ウェールズ語: Cymru a Lloegr）は、イギリス（連合王国）を構成する4つの国（country）のうち2つを含む法域である。イングランドとウェールズを併せたものが旧イングランド王国の統治機構上の後継者であり、イングランド法という単一の法体系に従う。
権限委譲を受けたウェールズ国民議会（National Assembly of Wales、ウェールズ語: Cynulliad Cenedlaethol Cymru)が1999年に連合王国議会によって1998年ウェールズ統治法に基づいて創設されており、ウェールズにおいては一定の自治が認められている。ウェールズ国民議会の権限は2006年ウェールズ統治法（en:Government of Wales Act 2006）によって拡大され、ウェールズ政府は今では独自の法令を提案し可決することができるようになった（en:Contemporary Welsh Lawを参照。）。
イングランドおよびウェールズにスコットランドと合わせればおおむねグレートブリテン島とその付属島嶼を構成し、さらに北アイルランドを加えれば連合王国を構成し、さらに3つの王室属領を加えると法的意義におけるブリテン諸島（British Islands）を構成する。

## 歴史

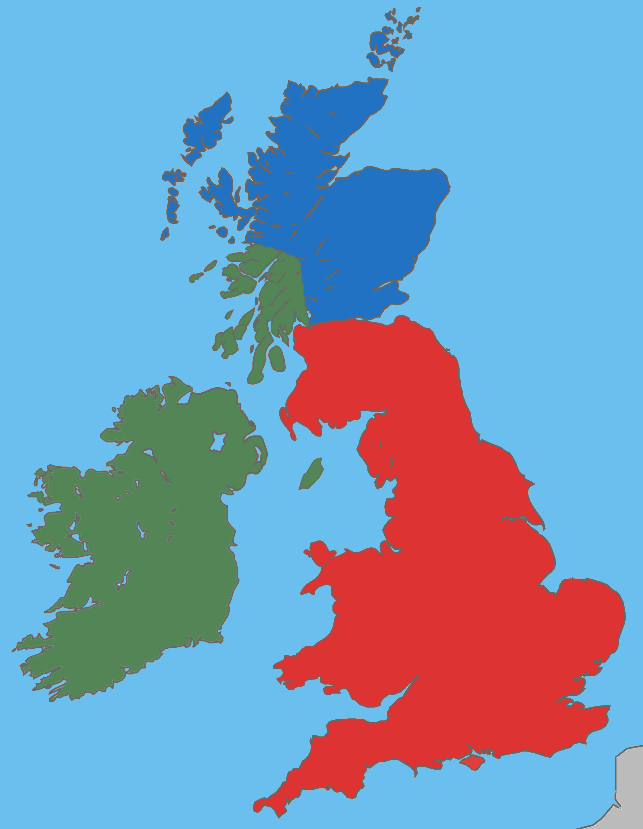
ローマ時代の先住民
ブリトン人
ピクト人
ゲール人

ローマ時代は、現在のイングランドおよびウェールズが1つの単位として統治された最初の時代である（ハドリアヌスの長城の北側を除く。）。当時、ローマ領ブリタンニアの先住民はみなブリソン諸語を話し、みなブリトン人とされていたが（これに対して現在のスコットランドであるカレドニアの先住民はピクト人という。）、多くの部族に分かれていた。征服後、ローマ人はこの地域を1つの単位として統治した。ブリタンニア属州である。
ウェールズはその独自の法体系（en:Welsh lawを参照。）を発展させており、これを最初に法典化したのがハウェル・ザー (Hywel Dda：ハウェル良王。在位 942–950)であり、彼がウェールズの大部分を支配する王であった時であった。しかしながら、11世紀のノルマン人によるウェールズ征服（en:Norman invasion of Wales参照。）の後、ウェールズのノルマン人征服地域（ウェールズ辺境領（en:Welsh Marches））においてはイングランド法が用いられるようになった。1283年には、イングランド王エドワード1世に率いられたイングランド人が、11世紀以来最大規模の軍隊によってウェールズの残りの地域を征服し、しかる後にウェールズ公国を置いたが、これは1284年のルドラン法（en:Statute of Rhuddlan）によってイングランドの王位に結びつけられたものであった。
ウェールズ法は、その後も民事事件については用いられ続けたが、それは16世紀にウェールズがイングランドに併合されるまでであった。1535年から1542年にかけてのウェールズ法諸法 (Laws in Wales Acts 1535-1542)は、ウェールズの全領域の行政を統合し、イングランド王国の法体系に完全に編入した。
1746年までは法令における「イングランド」との呼称がウェールズを含むか否かははっきりしなかったため、1746年に議会は1746年ウェールズ・ベリック法を採択した。これにより、過去および将来の法律において、「イングランド」との呼称は原則としてウェールズ（およびベリック）を含むことが明確化された。1746年ウェールズ・ベリック法は1967年に廃止されたが、同法の創設した「イングランド」の制定法上の定義はその廃止前に採択された法律については維持されている。同法の廃止後は、従前「イングランド」と呼ばれていたものは「イングランドおよびウェールズ」となり、「イングランド」と「ウェールズ」はそれぞれの地域を指す呼称となった。

## 法

イングランド及びウェールズの裁判所制度

イングランドおよびウェールズは多くの場合に1つの単位として取り扱われる。両者を併せたものがイングランド王国の統治機構上の後継者だからである。スコットランド法が維持されることは、1706年の合同条約（en:Treaty of Union）において保障され、1707年連合法につながった。その結果、イングランド法（1801年より後はアイルランド法も）もまた別のものとして存続した。2つの連合法に従って、議会はその法律の効力を王国の一部に限定することができ、その場合、一般にその効力は旧王国のうちの1つか2つに限定された。こうして、イングランドに適用される多くの法律はウェールズにも適用される。しかしながら、議会は今やウェールズにのみ適用がありイングランドには適用がない法律を採択することがあり（その逆もまた然り。）、このようなことは20世紀半ばより前はまれであった。その例としては、1967年ウェールズ語法（en:Welsh Language Act 1967）や1993年ウェールズ語法（en:Welsh Language Act 1993）、1998年ウェールズ統治法がある。さらに、2006年ウェールズ統治法（en:Government of Wales Act 2006）によりウェールズ国民議会条例がウェールズに適用されることとなり、これはイングランドには適用されない。

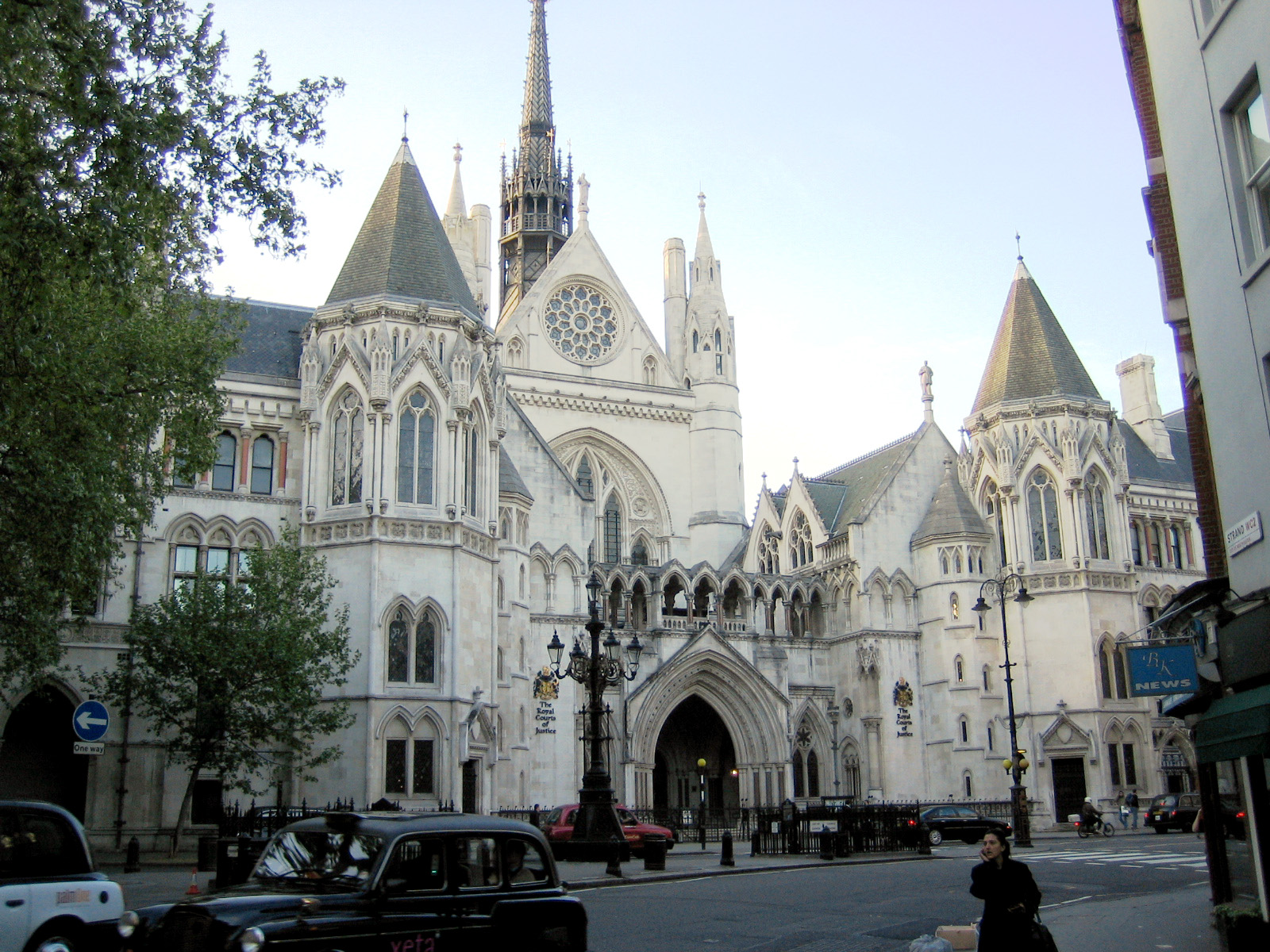
王立裁判所

2006年ウェールズ統治法は2007年5月に施行されたが、これに従って、ウェールズ国民議会は権限委譲を受けた事項について立法を行うことができる。ウェールズが自身の権限で立法を行うことができるのは、直近約500年の中で初めてである。ウェールズにおいて立法される法律は、Act of the Assemblyという。公式に提案されたウェールズ国民議会による最初の立法は2008年NHS救済（ウェールズ）法規（en:NHS Redress (Wales) Measure 2008）である。2011年3月3日のレファレンダム（en:Welsh devolution referendum, 2011参照。）により、ウェールズ議会はウェストミンスターに諮ることなく直接に法律を制定する権限を獲得した。

### 会社登記
イギリスにおいて設立される会社は、企業登記局（en:Company House）へのその登記申請の際に、当該会社の登記営業所をイングランドおよびウェールズ（またはウェールズ）、スコットランドまたは北アイルランドのいずれに置くかを明らかにする必要があり、これによって当該会社に適用すべき法が定まる。当該会社がその名称の末尾に「Limited」または「Ltd.」の代わりに「cyfyngedig」または「cyf」を用いたい場合には、登記営業所所在地をウェールズとすることもできる。

## その他の団体
法体系の外では、位置づけはさまざまである。「イングランドおよびウェールズ」を併せる団体もあれば、そうでないものもある。
- スポーツでは、クリケットの場合はイングランドおよびウェールズ・クリケット委員会の管理する合同国際チーム（en:England cricket teamを参照。）があるが、サッカー、ラグビーユニオン、ラグビーリーグ、コモンウェルスゲームズその他のスポーツはそれぞれ別々の代表チームがある。
- 宗教では、イングランドおよびウェールズの基礎として組織する宗派としては、最も著名なものとしてはローマ・カトリック教会（en:Roman Catholic Church in England and Walesを参照。）があるが、その他にも小規模な宗派として例えば福音長老教会（en:Evangelical Presbyterian Church in England and Walesを参照。）がある。

1920年にウェールズ聖公会が国教会でなくなるまでは、聖公会がイングランド国教会の管轄下でウェールズとイングランド全域を運営していた。
- 選挙委員会は政党の登録をその活動地域ごとに受け付けている。2008年8月時点では、選挙委員会はイングランドおよびウェールズにおいて活動する政党として9つの政党をリスト化しており（これに対してイングランドのみでは170，ウェールズのみでは10である。）、そのうち最大のものはイングランドおよびウェールズ緑の党である。
- 職能団体でも、イングランドおよびウェールズを単位とするものがあり、例えば、イングランドおよびウェールズ勅許会計士協会、法廷弁護士会、事務弁護士会、全国農民連合、ならびにイングランドおよびウェールズ警察連盟である。その他の例として、イングランドおよびウェールズ慈善委員会、環境庁、イングランドおよびウェールズ一般登録局、警察検査局、土地登記所、刑務局、イングランドおよびウェールズ山岳救助会、イングランドおよびウェールズ勅許会計士名誉組合、リヴァリ・カンパニー（同業者組合）およびユースホステル協会がある。

## 席次
イングランドおよびウェールズにおける席次（en:order of precedence in England and Walesを参照。）は、北アイルランド、スコットランドおよび他の英連邦王国における席次とは区別される。

## 国立公園
イングランドおよびウェールズの国立公園は、他とは区別される法制上の枠組みと歴史を有する。